# Vrh pri Sobračah
Vrh pri Sobračah je naselje v Občini Ivančna Gorica.